# Front Południowo-Wschodni (II radziecki)
Front Południowo-Wschodni (ros. Юго-Восточный фронт) – jedno z wielkich operacyjno-strategicznych ugrupowań wojsk Armii Czerwonej o kompetencjach administracyjnych i operacyjnych na południowym terytorium ZSRR, działający podczas wojny z Niemcami w czasie II wojny światowej.
Utworzony 5 sierpnia 1942 w wyniku podporządkowania wojsk części Frontu Stalingradzkiego. Dowódca frontu gen. płk Andriej Jeriomienko.
W skład Frontu weszły wojska lewego skrzydła Frontu Stalingradzkiego. 28 września 1942 podporządkowany Frontowi Stalingradzkiemu.

## Struktura organizacyjna
- 1 Gwardyjska Armia
- 51 Armia
- 57 Armia
- 64 Armia
- 8 Armia Lotnicza[2].